# Åreskutan
Åreskutan er et fjeld i det vestlige Jämtland, hvis top ligger 1.420 m.o.h. nord for byen Åre, og som er meget tilgængelig takket være Åre Bergbana, der på bare 10 minutter kan bringe passagerer op til 1.274 meters højde. I kabinebanens fjeldstation ligger Sveriges højest beliggende restaurant Stormköket.
Åreskutan er nok bedst kendt for sine tilbud udi den alpine skisport. På bjergsiderne kan varieret skiløb afprøves i varierende sværhedsgrad. Skilifter og ryddede skråninger dækker en stor del af den sydlige bjergside fra Åre Bjørnen i øst til Duved i vest. Det er også muligt at stå på ski ned ad nordsiden af Åreskutan til landsbyen Husa, hvor der også findes en mindre lift.